# Carex strigosa
Carex strigosa là một loài thực vật có hoa trong họ Cói. Loài này được Huds. mô tả khoa học đầu tiên năm 1778.

## Hình ảnh

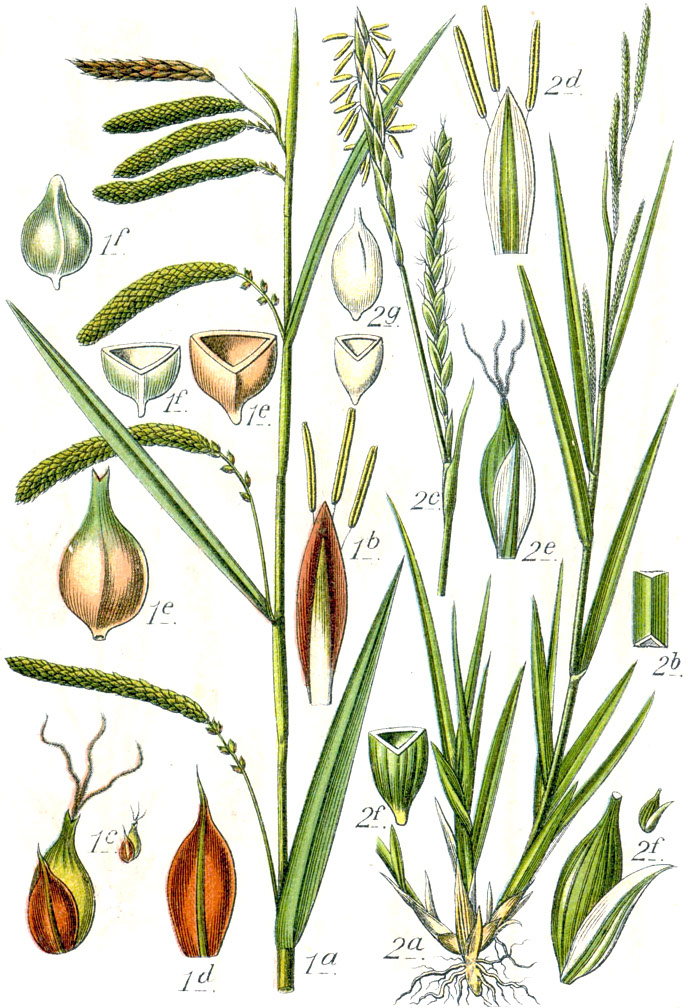
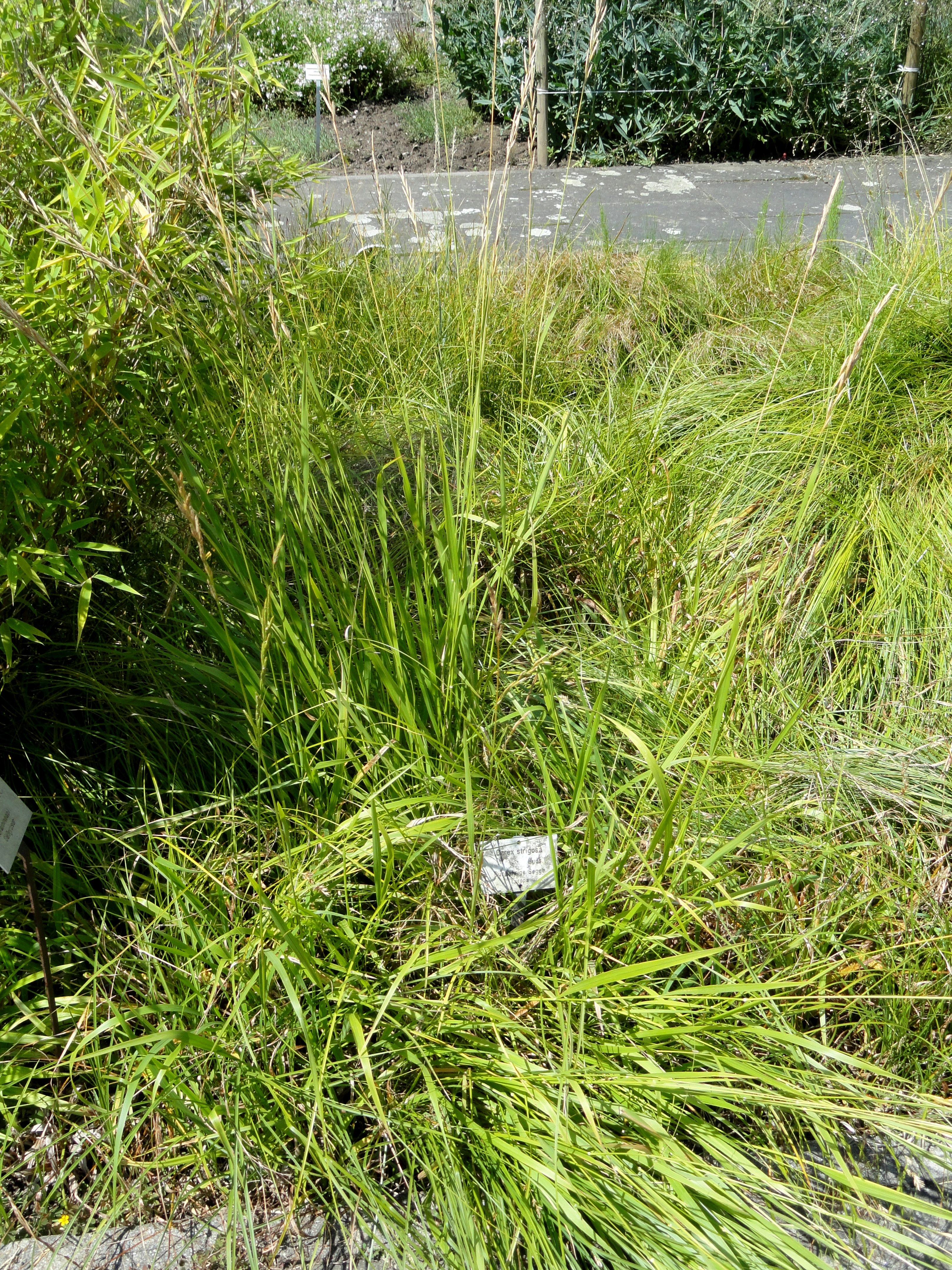
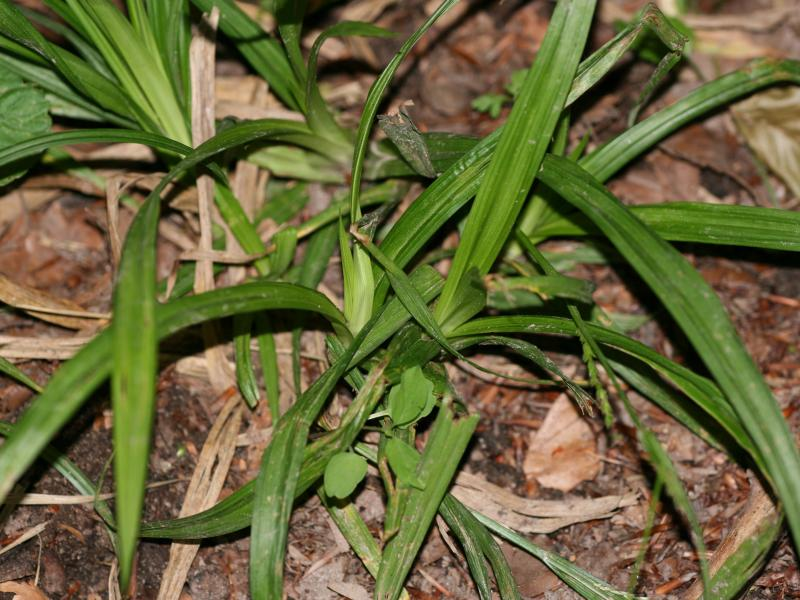
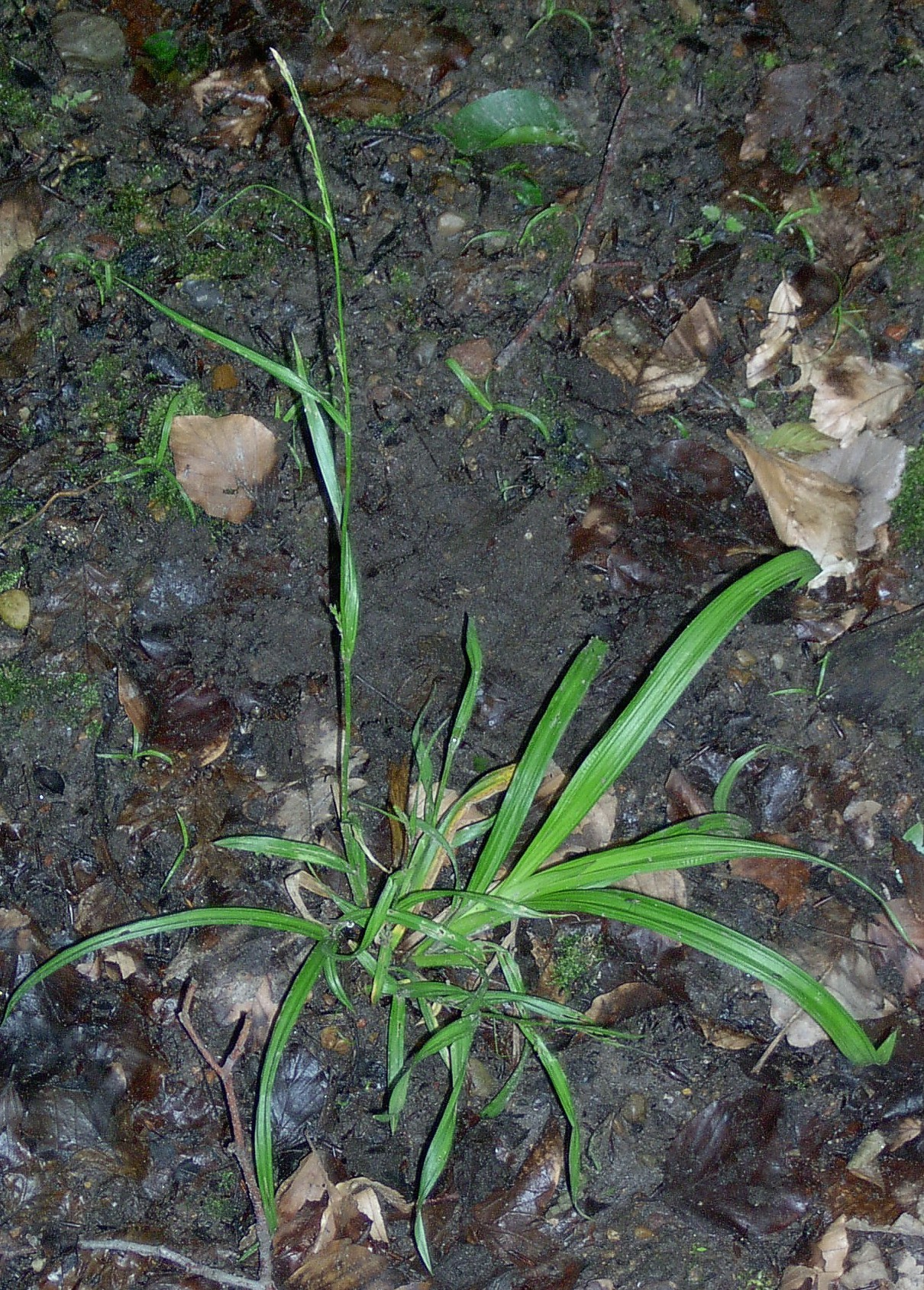